# Lijst van rijksmonumenten in Nutter
De plaats Nutter telt 13 inschrijvingen in het rijksmonumentenregister. Hieronder een overzicht.
| Object                                                                               | Oorspronkelijke functie? | Bouwjaar                         | Architect | Locatie      | Coördinaten?                  | Nr.?  | Afbeelding        |
| ------------------------------------------------------------------------------------ | ------------------------ | -------------------------------- | --------- | ------------ | ----------------------------- | ----- | ----------------- |
| Het Hazelbekke                                                                       | Boerderij                | ca. 1850                         |           | Vasserweg 32 | 52° 25' 31" NB, 6° 51' 35" OL | 12335 | Meer afbeeldingen |
| Terrein waarin twee grafheuvels                                                      | Archeologisch monument   | Neolithicum en/of Bronstijd      |           |              | 52° 25' 46" NB, 6° 52' 16" OL | 45258 | Upload foto       |
| Terrein waarin twee grafheuvels                                                      | Archeologisch monument   | Neolithicum en/of Bronstijd      |           |              | 52° 25' 40" NB, 6° 52' 19" OL | 45259 | Upload foto       |
| Terrein waarin een grafheuvel                                                        | Archeologisch monument   | Neolithicum en/of Bronstijd      |           |              | 52° 25' 39" NB, 6° 53' 22" OL | 45260 | Upload foto       |
| Terrein waarin een grafheuvel                                                        | Archeologisch monument   | Neolithicum en/of Bronstijd      |           |              | 52° 25' 38" NB, 6° 53' 30" OL | 45261 | Upload foto       |
| Terrein waarin een grafheuvel                                                        | Archeologisch monument   | Neolithicum en/of Bronstijd      |           |              | 52° 25' 38" NB, 6° 53' 45" OL | 45262 | Upload foto       |
| Terrein waarin een grafheuvel                                                        | Archeologisch monument   | Neolithicum en/of Bronstijd      |           |              | 52° 25' 46" NB, 6° 53' 41" OL | 45263 | Upload foto       |
| Terrein waarin een urnenveld                                                         | Archeologisch monument   | Bronstijd en/of IJzertijd        |           |              | 52° 25' 44" NB, 6° 53' 45" OL | 45264 | Upload foto       |
| Terrein waarin een grafheuvel                                                        | Archeologisch monument   | Neolithicum en/of Bronstijd      |           |              | 52° 25' 45" NB, 6° 53' 50" OL | 45265 | Upload foto       |
| Terrein waarin een grafheuvel                                                        | Archeologisch monument   | Neolithicum en/of Bronstijd      |           |              | 52° 25' 36" NB, 6° 53' 53" OL | 45266 | Upload foto       |
| Terrein waarin vier grafheuvels                                                      | Archeologisch monument   | Neolithicum en/of Bronstijd      |           |              | 52° 25' 41" NB, 6° 54' 8" OL  | 45267 | Upload foto       |
| Terrein waarin vier grafheuvels                                                      | Archeologisch monument   | Neolithicum en/of Bronstijd      |           |              | 52° 25' 32" NB, 6° 53' 60" OL | 45268 | Upload foto       |
| Terrein waarin drie grafheuvels, waarvan twee gedeeltelijk in Tubbergen zijn gelegen | Archeologisch monument   | laat Neolithicum en/of Bronstijd |           |              | 52° 24' 54" NB, 6° 51' 7" OL  | 45271 | Upload foto       |